# Узланер, Дмитрий Александрович
Дми́трий Алекса́ндрович Узла́нер (род. 21 января 1984, Москва, СССР) — российский религиовед, философ, социолог религии и публицист, специалист по современным религиозным процессам, десекуляризации и постсекуляризму. Кандидат философских наук (2009), доцент. 
Главный редактор научного журнала  «Государство, религия, Церковь в России и за рубежом» (зарубежное название — «State, Religion and Church»).
Директор Центра изучения религии при Российской академии народного хозяйства и государственной службы при Президенте РФ (РАНХиГС при Президенте РФ). Научный сотрудник Московской высшей школы социальных и экономических наук (МВШСЭН).

## Биография
Родился 21 января 1984 года в Москве. 
Окончил среднюю школу № 1208 г. Москвы.
В 2006 году окончил отделение религиоведения философского факультета МГУ имени М. В. Ломоносова по специальности «Философия».
В 2009 году окончил аспирантуру МГУ имени М. В. Ломоносова и под научным руководством кандидата философских наук, доцента Е. В. Орёл защитил диссертацию на соискание учёной степени кандидата философских наук по теме «Неоклассическая модель секуляризации в западной социологии религии второй половины XX — начала XXI вв.» (специальность 09.00.13 — философия и история религии, философская антропология, философия культуры); официальные оппоненты кандидат философских наук, доцент М. М. Мчедлова и доктор исторических наук профессор А. С. Агаджанян; ведущая организация — Институт философии РАН.
В 2010 году работал преподавателем кафедры философии и культурологии Российского государственного медицинского университета.
В настоящее время — доцент кафедры государственно-конфессиональных отношений Международного института государственной службы и управления Российской академии народного хозяйства и государственной службы при Президенте РФ.
Руководитель международного отдела «Русского журнала».
Иностранный научный сотрудник Центра изучения религии при Институте философии и социальной теории Белградского университета.
Член Центра теологии и философии Ноттингемского университета.

## Награды
- Лауреат премии конкурса научных работ посвященных вопросам гуманизма и философии за статью «Э. Фромм: Гуманистический анализ религии» (2005). Премия была вручена Полом Куртцем в ходе заседания, проходившего на философском факультете МГУ имени М. В. Ломоносова.[3]
- Специальный приз конкурса исследовательских работ молодых учёных «Вера и религия в современной России» (2013) (Диплом «За лучшее исследование, написанное в соответствии с высокими академическими стандартами» и возможность опубликовать свою статью в журнале «Государство, религия, Церковь в России и за рубежом»)[4]

## Научные труды

### Монографии
- Конец религии? История теории секуляризации. — М.: Издательский дом Высшей школы экономики, 2019. — 240 с. — (Социальная теория). — 1000 экз. — ISBN 978-5-7598-1963-9, ISBN 978-5-7598-2016-1.doi:10.17323/978-5-7598-1963-9
- Постсекулярный поворот : как мыслить о религии в XXI веке. — М.: Издательство Института Гайдара, 2020. — 410 с. ISBN 978-5-93255-581-1 : 500 экз.
- Объективная субъективность: психоаналитическая теория субъекта. — М.: Издательский дом Высшей школы экономики, 2021. — 204 с. : ил. (Серия исследования культуры). ISBN 978-5-7598-2192-2 : 600 экз.
- Жак Лакан: введение. — М.: РИПОЛ классик, 2022. — 287 с. ISBN 978-5-386-14508-8

### Статьи
- Эрих Фромм: гуманистический подход к религии // Здравый смысл. — 2005. — № 3 (36).
- Цви Вербловски: нуждается ли наука о религии в философии религии? // Религиоведение. — 2006. — № 2. — С. 147-152.
- От Фрейда к «сакральной социологии»: учение Филиппа Риффа // Логос. — 2007. — № 5 (62). — С. 236-255.
- Эволюция взглядов К. Г. Юнга на христианство и феномен национал-социализма // Вестник Московского университета. Сер. 7. Философия. — М.: МГУ имени М. В. Ломоносова, 2007. — № 3. — С. 76-96.
- Секуляризация как социологическое понятие (по исследованиям западных социологов) // Социологические исследования. — 2008. — № 8. — С. 62-67. (копия 1), (копия 2 Архивная копия от 21 февраля 2015 на Wayback Machine)
- Расколдовывание дискурса: «религиозное» и «светское» в языке Нового времени // Логос. — 2008. — № 4. — С. 140-159.
- Становление неоклассической модели секуляризации в западной социологии религии второй половины XX в. // Религиоведение. — 2008. — № 2. — С. 135-148.
- Советская модель секуляризации // Социологические исследования. — 2010. — № 6. — С. 62-69.
- Введение в постсекулярную философию // Логос. — 2011. — № 3. — С. 3-32.
- От секулярной современности к «множественным»: социальная теория о соотношении религии и современности // Государство, религия, Церковь в России и за рубежом. — 2012. — № 1. — С. 8-32.
- Картография постсекулярного // Отечественные записки. — 2013. — № 1 (52). (копия статьи)

## Публицистика
статьи
- В каком смысле современный мир может быть назван постсекулярным // Континент. — 2008. — № 136. — С. 339-355. Архивировано 22 февраля 2015 года.
- Историко-критическое изучение жизни и творчества К. Г. Юнга // Новая весна. — 2008. — № 8. — С. 48-56.
- Трансформации светскости // Русский Журнал. — 25.12.2008.
- Труд умер. Да здравствует труд! // Русский Журнал. — 02.01.2009.
- Хватит питать этого монстра! // Русский Журнал. — 30.01.2009.
- Конец секуляризации приведет к концу религии // Русский Журнал. — 15.04.2009.
- Об "экспертах" и "интеллигентах" // Русский Журнал. — 17.04.2009.
- Забыть Линча // Русский Журнал. — 27.04.2009.
- Странная победа марксистов // Русский Журнал. — 17.05.2009.
- Без идеологии никак // Русский Журнал. — 22.05.2009.
- Светскость в постсекулярном мире // Русский Журнал. — 19.06.2009.
- Так ли ошибся Хантингтон? // Русский Журнал. — 29.07.2009.
- Умер один из основоположников нового российского религиоведения // Русский Журнал. — 31.08.2009. Архивировано 10 декабря 2012 года.
- Не передел, а научная революция // Русский Журнал. — 07.09.2009.
- "Постсекулярное": ставим проблему // Русский Журнал. — 17.09.2009.
- Христианство и хитрый карлик // Русский Журнал. — 27.11.2009.
- "По гамбургскому счету" // Русский Журнал. — 09.12.2009.
- Хватит раскачивать лодку! // Агентство политических новостей. — 24.08.2010.
- Берегите "Эхо", а то задохнетесь // Русский Журнал. — 25.08.2010.
- Трагедия интеллектуалов // Русский Журнал. — 20.10.2010.
- Почему охранители проиграют // Русский Журнал. — 07.09.2010.
- Спасибо, Кэп! // Русский Журнал. — 22.10.2010.
- Тоска по государству // Русский Журнал. — 12.12.2010.
- Новые эмпириокритицисты // Русский Журнал. — 22.12.2010.
- Еще раз о постсекулярном // Religo.ru. — 01.02.2011. Архивировано 21 февраля 2015 года.
- Тезисы о "новом лоялизме" // Русский Журнал. — 11.05.2011.
- Покажись, большинство // Русский Журнал. — 20.04.2011.
- Объясните дуракам // Русский Журнал. — 19.03.2011.
- Расставание с иллюзиями // Русский Журнал. — 06.02.2012.
- “Панк-молебен” и граница религиозное/светское // Русский Журнал. — 11.03.2012.
- В коммуналке "Фейсбука" // Русский Журнал. — 05.03.2013.

рецензии
- Новое видение секуляризации // Русский Журнал. — 28.11.2008.
- Спор о вере на пороге будущего // Русский Журнал. — 28.07.2009.
- Узланер Д. А. Новое видение секуляризации // Пушкин. — 2009. — № 1. — С. 130-131.

## Интервью
- Ребров, Дмитрий. Антиклерикализм информационных поводов // Нескучный сад. — 04.09.2012. (копия)
- Боков, Михаил. Дмитрий Узланер: «Россия – лаборатория постсекулярности» // Православие и мир. — 21.02.2014.
- Шевелева, Александра. Религиовед Дмитрий Узланер — о том, почему религии становятся всё более опасными // The Village. — 06.02.2015.
- Кораблёв, Антон. Дмитрий Узланер: «Новые атеисты — это фундаменталисты» // Метрополь. — 13.04.2015. Архивировано из оригинала 16 апреля 2015 года.